# Wydad Athletic Club (rugby à XV)
Vous pouvez aider à l'améliorer ou bien discuter des problèmes sur sa page de discussion.
- Il n'est pas vérifiable et peut contenir des informations totalement erronées. Il est fortement conseillé aux contributeurs d'étayer son contenu par des sources fiables. Sans cela, sa suppression pourrait être envisagée. (si vous venez d'apposer le bandeau, veuillez cliquer sur ce lien pour créer la discussion et en afficher les indications). (Marqué depuis août 2025)
- Il peut contenir un travail inédit ou des déclarations non vérifiées. Vous pouvez l’améliorer en ajoutant des références. (Marqué depuis août 2025)

- Archive Wikiwix
- Bing
- Cairn
- DuckDuckGo
- E. Universalis
- Gallica
- Google
- G. Books
- G. News
- G. Scholar
- Persée
- Qwant
- (zh) Baidu
- (ru) Yandex
- (wd) trouver des œuvres sur Wikidata

Vous pouvez aider à l'améliorer ou bien discuter des problèmes sur sa page de discussion.
- Son admissibilité est à vérifier. Motif : manque de sources, de références, TI. Détournement de références pour cet article : aucune référence ici ne concerne le club de rugby. Rien de notable ailleurs. Énormément de données chiffrées invérifiables. Vous êtes invité à le compléter pour expliciter son admissibilité, en y apportant des sources secondaires de qualité. (Marqué depuis août 2025)
- Il ne cite pas suffisamment ses sources. Vous pouvez indiquer les passages à sourcer avec {{référence nécessaire}} ou {{Référence souhaitée}}, et inclure les références utiles en les liant aux notes de bas de page. (Marqué depuis août 2025)
- Son texte doit être wikifié : il ne correspond pas à la mise en forme Wikipédia (style, typographie, liens internes, liens entre les wikis, etc.). (Marqué depuis août 2025)

- Archive Wikiwix
- Bing
- Cairn
- DuckDuckGo
- E. Universalis
- Gallica
- Google
- G. Books
- G. News
- G. Scholar
- Persée
- Qwant
- (zh) Baidu
- (ru) Yandex
- (wd) trouver des œuvres sur Wikidata

Pour les articles homonymes, voir Wydad Athletic Club.
Le Wydad Athletic Club est un club sportif professionnel marocain omnisports fondé le 8 mai 1937, basé à Casablanca et à portée nationale et internationale. Sa section de Rugby à XV créée le 17 novembre 1941, sous l'impulsion de Mohamed Benjelloun Touimi, président-fondateur du club et membre à vie du Comité Olympique International (COI).
Considéré meilleur club marocain et l'un des meilleurs clubs africains de tous les temps, le WAC est recordman de plusieurs titres dont : 14 titres de Champion du Maroc, 13 titres de Coupe du Trône. Sachant qu'il est le seul club dans l'histoire du rugby marocain à avoir remporté le championnat 7 fois consécutivement, du 1979 à 1985 et la Coupe du Trône 3 fois consécutivement 2 fois, du 1985 à 1987 et du 1996 à 1998.

## Histoire

### Fondation et début
La création du WAC fut très difficile. En effet le contexte était marqué par le protectorat français en Empire chérifien. L'origine de sa création est synonyme à celle du Mouvement national marocain, dans un cadre sportif, club omnisports, en effet car durant cette époque le port de Casablanca était entouré de plusieurs piscines et pour y accéder il fallait faire partie d'un club mais les clubs étaient tous dirigés par des colons. À partir de la saison 1935-1936, plusieurs marocains purent y profiter des piscines de la ville en s'inscrivant bien sûr dans ses clubs. Mais le nombre de marocains augmenta rapidement ce qui a inquiété les autorités françaises qui renvoient les "indigènes" des clubs. C'est après cet événement qu'est venue l'idée de créer un club cent pour cent marocain. Mais ce ne fut pas très facile car après plusieurs demandes à la Ligue du Maroc de Football Association pour la création du club, demandes qui furent chaque fois sans réponse, les benjellouns (les futurs présidents du club) décidèrent de contacter directement le président de la ligue marocaine et c'est là qu'il intervint personnellement pour autoriser la création du nouveau club indigène. Ainsi fut créé le Wydad Athletic Club le 8 mai 1937. L'origine du nom est venue lors de la toute première réunion du premier comité du club, Mohamed Massiss, membre du comité, est arrivé en retard car il regardait le dernier film arabe d'Oum Kalthoum, film intitulé : Wydad (signifiant « Amour » en langue arabe). La première section du Wydad fut celle de natation et la première équipe celle de water-polo.

### Création de la section
C'est le 17 novembre 1941 que le WAC forme sa section de Rugby. Sachant que sa 1re équipe a joué le 1er match de son histoire le 1er mars 1942, match amical contre la 2e équipe du Racing Universitaire de Casablanca (RUC), et c'est le WAC qui a remporté ce match sur le score de 21 à 17, au stade Park des Sports à Casablanca.

## Palmarès
| Compétitions nationales |
| --- |
| - Championnat du Maroc (14) - Champion : 1979, 1980, 1981, 1982, 1983, 1984, 1985, 1987, 1992, 1994, 1995, 1999, 2001, 2003 - Coupe du Maroc (13) - Vainqueur : 1970, 1971, 1985, 1986, 1987, 1990, 1992, 1993, 1996, 1997, 1998, 1999, 2001 - Finaliste : 1965, 1968, 1980, 1983, 1985, 1994, 2000, 2009 - Championnat du Maroc D2 (1) - Champion : 1941/42 |